# Богдановский, Фёдор Фёдорович
Фёдор Фёдорович Богдановский (16 апреля 1930, деревня Шетеево, Удомельский район, Калининская область — 2 октября 2014, Санкт-Петербург, Российская Федерация) — советский тяжелоатлет. Заслуженный мастер спорта СССР (1957). Заслуженный тренер РСФСР (1973).

## Биография
Окончил Государственный институт физической культуры имени П. Ф. Лесгафта (ГДОИФК) в 1962 году, преподаватель.
Выступал за СКА Ленинград.
Член КПСС с 1968 года.
Похоронен на Смоленском православном кладбище Санкт-Петербурга.

## Награды
- Орден «Знак Почёта» (27.04.1957) — «за успехи, достигнутые в деле развития массового физкультурного движения в стране, повышения мастерства советских спортсменов, и успешное выступление на международных соревнованиях».

## Достижения
- Чемпион Олимпийских игр 1956 года в полусреднем весе: 420 кг в троеборье — мировой и олимпийский рекорд (жим 132,5 кг — олимпийский рекорд, рывок 122,5 кг, толчок 165 кг — олимпийский рекорд)
- Чемпион Европы 1954 (402,5 кг), 1955 (405 кг), 1958 (422,5 кг), 1959 (417,5 кг)
- Серебряный призёр чемпионата мира 1954 (402,5 кг), 1955 (405 кг), 1957 (420 кг), 1958 (422,5), 1959 (417,5 кг)
- Чемпион СССР 1956—1959
- Чемпион Спартакиады дружественных армий 1958
- В 1956—1960 установил 10 мировых рекордов, в том числе 8 в жиме и 2 в троеборье — 415 и 420 кг (1956). С 1954 по 1964 установил 36 рекордов СССР.